# كيتاموتو (سايتاما)
مدينة كيتاموتو (بالإنجليزية: Kitamoto) هي أحد المدن التابعة لمحافظة سايتاما. تأسست رسميًا في 03/11/1971. ويقدر عدد سكانها بـ 69903 نسمة حسب تقدير مكتب الإحصاء الياباني لعام 2012. تبلغ مساحة كيتاموتو 19.84 كم2. بكثافة سكانية تبلغ 3523 نسمة/كم2.